# 中心後溝
頭頂葉にある中心後溝（ちゅうしんこうこう、英: Postcentral sulcus）は、ヒトの脳の中心溝に対して平行に、その後方を走る脳溝である。 
中心後溝は中心後回と頭頂葉の残りの部分とを分けている。

## 参考画像

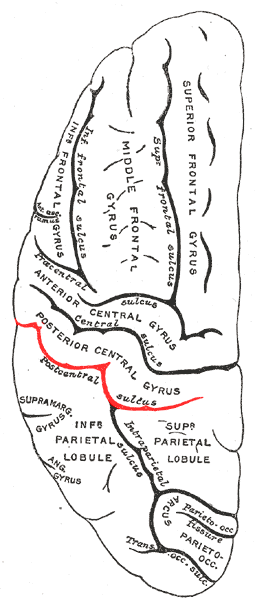
左大脳半球の外側面を上から見た図。赤い所が中心後溝。